# ジョーカーゲーム
『ジョーカーゲーム』は2012年12月22日公開された日本映画。主演はAKB48（当時）の北原里英。
2013年には続編の『ジョーカーゲーム 脱出』（ジョーカーゲーム エスケープ）が公開された。主演は私立恵比寿中学（当時）の鈴木裕乃。本項ではこの続編についても記述する。

## ジョーカーゲーム

### ストーリー
日本児童のIQ低下を憂えた政府が施行した「義務教育延長法」。そんな中、あるクラスが「人間力」を高める為に導入されたゲームをテストする為に選ばれる。そのゲームとは、命をかけた「ババヌキ」であった。

### キャスト（第1作）
赤沢千夏
演 - 北原里英（当時AKB48）
大野香奈
演 - 高月彩良
横江美奈子
演 - 小池唯
高島洋平
演 - 大久保祥太郎
神田智
演 - 白又敦
横山直哉
演 - 根岸拓哉
浅野圭一
演 - 溝口琢矢
上田陽子
演 - 伊倉愛美
下川ちひろ
演 - 吉田まどか
校長
演 - 螢雪次朗
滝沢先生
演 - 古舘寛治
速水武彦
演 - 横浜流星

### スタッフ（第1作）
- 脚本 - 竹内佑
- 音楽 - 上田剛士
- 監督 - 渡邊貴文
- 撮影 - 月永雄太
- 照明 - 高坂俊秀
- 美術 - 須坂文昭
- 録音 - 池田雅
- プロデューサー - 平体雄二、藤田大輔
- ラインプロデューサー - 近藤あゆみ
- 助監督 - 松本壇
- ヘアメイク - 糟谷美紀
- スタイリスト - 植田瑠里子
- 制作担当 - 末光洪太
- 音響効果 - 勝俣まさとし
- スチール - 久保田智
- Web制作 - 伊藤あやこ
- 制作プロダクション - スタジオブルー
- 企画・配給 - AMGエンタテインメント

## ジョーカーゲーム 脱出

### ストーリー
全国の高校で行われた「ジョーカーゲーム」により敗者となった者達が集められた「矯正施設」。そこに収監されている一グループ7名が、毒を注射され命を掛けた脱出ゲームへと追い込まれる。脱出ゲームが始まり、パニックになりながら死のトラップが仕掛けられた部屋から彼女達は脱出できるのか？

### キャスト（第2作）
大野真希
演 - 鈴木裕乃（当時私立恵比寿中学）
カードの絵柄『狼』 - 七つの大罪の『憤怒』
島本紀子
演 - 松野莉奈（当時私立恵比寿中学）
カードの絵柄『狐』 - 七つの大罪の『強欲』
小島理恵
演 - 宮武美桜（当時bump.y）
カードの絵柄『蛇』 - 七つの大罪の『嫉妬』
下川ちひろ
演 - 吉田まどか
カードの絵柄『熊』 - 七つの大罪の『怠惰』
林沙織
演 - 愛名ミラ
カードの絵柄『山羊』 - 七つの大罪の『色欲』
本多明日香
演 - 佐藤優津季
カードの絵柄『ライオン』 - 七つの大罪の『傲慢』
江川知巳
演 - 京佳（当時夢みるアドレセンス）
カードの絵柄『豚』 - 七つの大罪の『暴食』
大野香奈
演 - 高月彩良（特別出演）
- - 日向丈
- - 原史奈

### スタッフ（第2作）
- 脚本 - 山咲藍
- 音楽 - 松本章
- 監督 - 芦塚慎太郎
- 撮影 - 早坂伸
- 照明 - 神谷信人
- 美術 - 橋本泰至
- 録音 - 田中博信
- プロデューサー - 平体雄二、飯塚達介
- ラインプロデューサー - 宮田幸太郎
- 助監督 - 島崎謙太郎
- ヘアメイク - 岩本みちる
- 制作担当 - 大川伸介
- 音響効果 - 赤澤勇二
- Web制作 - 伊藤あやこ
- 制作プロダクション - スタジオブルー
- 企画・配給 - AMGエンタテインメント

## 関連書籍
- 「JOKER GAME」（2011年11月8日、竹書房）ISBN 978-4812491270 原案：竹内佑 著者：矢口武
- 「JOKER GAME ESCAPE」（2013年7月25日、AMG出版/竹書房）ISBN 978-4812496008 原案：山咲藍 著者：絵空アオ
- 漫画「ジョーカーゲーム 1」（2014年1月9日、竹書房）ISBN 978-4812484883 原案：竹内佑 作画：高村しづ